# Arend Bayer
Arend Bayer ist ein deutscher Mathematiker, der sich mit algebraischer Geometrie beschäftigt.

## Entwicklung
Bayer studierte in Heidelberg, Cambridge und Bonn, wo er 2006 bei Yuri Manin am Max-Planck-Institut für Mathematik promoviert wurde. Danach war er an der Universität Utah, dem MSRI in Berkeley und der Universität Connecticut. Seit 2012 lehrt und forscht er an der Universität Edinburgh, seit 2017 als Professor.
Er war Herausgeber der Proceedings of the Royal Society of Edinburgh und ist Herausgeber der Proceedings of the London Mathematical Society und von Selecta Mathematica. 2016 erhielt er den Whitehead-Preis und den Whittaker-Preis. Er war eingeladener Sprecher beim ICM 2022.

## Schriften (Auswahl)
- Semisimple quantum cohomology, deformations of stability conditions and the derived category. Univ. Bonn, Naturwissenschaftlich-Mathematische Fakultät (Dissertation). (2006).
- mit E. Macri: The space of stability conditions on the local projective plane. Duke Math. J. 160, No. 2, 263–322 (2011).
- mit E. Macri: Projectivity and birational geometry of Bridgeland moduli spaces. J. Am. Math. Soc. 27, No. 3, 707–752 (2014).
- mit E. Macri: MMP for moduli of sheaves on K3s via wall-crossing: nef and movable cones, Lagrangian fibrations. Invent. Math. 198, No. 3, 505–590 (2014).
- mit B. Hassett, Y. Tschinkel: Mori cones of holomorphic symplectic varieties of K3 type. Ann. Sci. Éc. Norm. Supér. (4) 48, No. 4, 941–950 (2015).
- mit E. Macri, P. Stellari: The space of stability conditions on abelian threefolds, and on some Calabi-Yau threefolds. Invent. Math. 206, No. 3, 869–933 (2016).
- mit T. Bridgeland: Derived automorphism groups of K3 surfaces of Picard rank 1. Duke Math. J. 166, No. 1, 75–124 (2017).
- mit M. Lahoz, E. Macri, H. Nuer, A. Perry, P. Stellari: Stability conditions in families. Publ. Math., Inst. Hautes Étud. Sci. 133, 157–325 (2021).